# Conglomerate Ridge
Conglomerate Ridge är en bergstopp i Antarktis. Den ligger i Västantarktis. Chile gör anspråk på området. Toppen på Conglomerate Ridge är 1 565 meter över havet.
Terrängen runt Conglomerate Ridge är varierad, och sluttar österut. Trakten är obefolkad. Det finns inga samhällen i närheten. 